# غازیال
غازیال (به انگلیسی: Ghazial) یک شهر در پاکستان است که در ناحیه چکوال واقع شده‌است. غازیال ۲ کیلومتر مربع مساحت و ۹٬۰۰۰ نفر جمعیت دارد و ۴۹۵ متر بالاتر از سطح دریا واقع شده‌است.